# لوسین رنار
لوسین رنار (انگلیسی: Lucien Renard؛ زادهٔ) دوچرخه‌سوار اهل بلژیک است.